# Kurt Wissemann
Kurt Wissemann (né le 20 mars 1893 à Elberfeld, mort le 28 septembre 1917 à Westrozebeke) est un aviateur allemand de la Première Guerre mondiale.

## Biographie
Fin mai 1917, il sortit comme lieutenant de la Jasta-Schule pour entrer dans la Jasta 3. Entre juillet et septembre 1917, il participa au total à cinq opérations aériennes victorieuses de la Jasta 3. 
Il lui est attribué l'exploit d'avoir abattu le 11 septembre 1917 l'as de l'aviation française Georges Guynemer. Il ne jouit pas longtemps de sa victoire : environ deux semaines plus tard, il est abattu à son tour.
Le pilote de chasse français René Fonck a assuré qu'il avait vengé Guynemer : il a abattu un biplace dont le pilote était un homonyme. D'autres estiment que Wissemann a été victime de la 56e escadrille britannique – appartenant au Royal Flying Corps.